# Randall Jarrell

tablica pamiątkowa w Nashville

Randall Jarrell (ur. 6 maja 1914 w Nashville, zm. 14 października 1965) – amerykański poeta.
W latach 1956–1958 był konsultantem w dziedzinie poezji w Bibliotece Kongresu. W swojej twórczości wyrażał protest przeciwko wojnie oraz lęk przed cywlilizacją współczesną. Był autorem zbiorów wierszy Blood for Stranger (1942), The Woman at the Washington Zoo (1960) oraz The Lost World (1965). Był także autorem esejów i szkiców. Polski wybór jego dzieł w zbiorze Mężczyzna spotyka kobietę (1976).